# Макферсон, Лахлан
Лахлан Макферсон (англ. Lachlan Macpherson, гэльск. Lachlan Mac a’Phearsain; 1723 ‒ 1767, по другим данным ‒ ок. 1795) — шотландский гэльский поэт, музыкант. Больше известен как Страмаси (англ. Strathmassie, гэльск. Fear Shrath-Mhathaisidh, букв. «Владетель Страмаси»). Прозвище получил по месту проживания с тем же названием; он был арендатором большого поместья с ведома вождя своего клана. Арендный договор на пользование поместьем Страмаси Лахлан унаследовал вскоре после 1758 года от отца, который, как утверждает Р. Блэк, пережил сына.

## Биография
Происходил из обеспеченной и благородной гэльской семьи. Мать его отца принадлежала к ветви клана Макдональдов из Кеппока (Гарморан в Западной Шотландии), то есть Лахлан находился в прямом родстве со знаменитой поэтессой Шейлой (Цецилией) на Кеппок (ок. 1660—1729). Мать Макферсона была дочерью предводителя клана Макинтош. Его отец, Йан Страмаси, был образованным и уважаемым человеком. Лахлан также получил хорошее образование. Макферсон поддержал восстание принца Чарльза, служил чиновником в полку вождя Эвана Клуни Макферсона (1706—1764). После разгрома восстания семья Страмаси избежала репрессий и даже после конфискации состояния семьи Клуни продолжала пользоваться правами арендного договора на большой земельный надел в долине Баденох.

### Путешествие за Оссианом
Ю. Д. Левин (Ук. соч., с. 465) пишет, что Джеймсу Макферсону «…на разных этапах путешествия <…> помогали лучшие, чем он, знатоки гэльского языка, <…> и особенно его родственник Леклен Макферсон, сам сочинивший несколько гэльских поэм». Оставляя в стороне недоказанность участия Страмаси в работе Макферсона над «Оссианом», надо отметить, что этот факт заимствован из работы Найджела Макнила от 1892 года (с. 185—186). Именно Макнилу принадлежит прямое утверждение, что Страмаси «оказал посильную помощь Джеймсу Макферсону, известному переводами Оссианики». Никаких свидетельств этому факту по сей день не обнаружено, зато стилистика самого Страмаси доказывает обратное. На 1892 год в обороте действительно находилось лишь несколько произведений Страмаси, но к XXI веку легенда о «помощи» устарела: за редкими исключениями, в сохранившихся образцах Лахлан Макферсон ‒ сатирик, что не вяжется с меланхолическим настроем «Оссиана». Перечисляя стихотворения Лахлана Макферсона, Макнил полностью повторяет список умершего полувеком раньше Маккензи, допуская при этом неточности.

## Творчество
Страмаси не был «бардом по профессии», он слагал стихи лишь тогда, когда ему хотелось. Остроумный поэт, певец, скрипач, неизменный участник свадеб и праздников и одновременно — арендатор, от которого зависело благосостояние фермеров, он был весьма любим современниками. Его наследие сохранилось весьма плохо, ибо многое, видимо, никогда не записывалось. На сегодняшний день известно примерно 800 строк произведений Лахлана Макферсона, и по ним можно составить представление о нём как о значительном поэте.
На протяжении чуть ли не двух столетий был известен лишь переведёнными на английский язык фрагментами (средними строфами «Элегии на смерть вождя Клуни», то есть Эвана Макферсона Клуни) и ещё пятью-шестью стихотворениями в оригинале, что не давало оснований причислить его к первому ряду гэльских поэтов XVIII века. Однако переоценка собранного по крохам его наследия, предпринятая в 2001 году Рональдом Блэком в антологии «An Lasair» («Пламя»), позволяет вернуть Страмаси должное место среди классиков гэльской поэзии, чьи имена сгруппированы вокруг событий 1745—1746 гг., то есть вокруг восстания принца Чарльза Стюарта, поддержанного прежде всего кланами горцев.
Даже к гэльскому читателю стихи Страмаси попали очень поздно. В 1813 году в «Собрании Тёрнера» появился «Диалог охотника и горного оленя» («Охотничья песнь» по Маккензи).
В классической антологии Маккензи (1841) составитель оговорился, что сумел разыскать лишь восемь стихотворений Страмаси; четыре из них он опубликовал («Элегию на смерть вождя Клуни Макферсона», «Белую свадьбу», «Круговую чашу виски» и «Серые штаны»), два опустил без объяснений («Охотничью песнь», «Совет о смирении»), «Любовный отрывок» достался ему в почти нечитаемом виде, а о «Сатире на мышей» он написал, что она «не лишена достоинств, но ему не по душе». Однако стихи исчезли вместе с архивом Маккензи.
В 1890-е годы в Канаде А. Маклин Синклер опубликовал ещё два стихотворения — «Совет о смирении» и «Спасательный корабль», последнее — в газете «Mac-Talla» («Эхо»), в резко отличной от публикации в антологии Синтона версии.
Как пишет Р. Блэк, в дальнейшем Страмаси не повезло из-за того, что его стихи «отредактировал» ‒ а также изругал в преамбулах — «священник викторианского образца» преподобный Томас Синтон (1855—1923), который «имел что-то против него». Между тем антология Синтона всё же предъявила читателям все перечисленные некогда Маккензи стихотворения и к ним добавила «Приветствие», «Песню о деньгах», «Диалог охотника и ружья», неизвестный текст «Спасательного корабля», «Сатиру на мышей», «Любовный отрывок» и ещё один «Диалог охотника и оленя», опубликованный с пропуском строк (по утверждению Синтона, рукопись была испорчена). Образцом работы Синтона служит то, что из 14 строф «Белой свадьбы», опубликованных Маккензи, он опустил пять, а остальные «подправил». Синтон упоминает также некое сочинение Страмаси на английском языке, изданное отдельной брошюрой: «В этой своеобразной пародии на Гомера он говорит о бедствии, вызванном разлитием реки Спей, смывшей невывезенные стога колосьев ячменя вдоль её течения; ячмень застрял у изгиба реки, началась перебранка среди разволновавшихся фермеров, каждый из которых требовал своей доли из общей свалки». Иных данных об этом произведении в литературе не обнаружено.